# Suzie Tanefo
Suzie Tanefo, född 22 maj 1969, är en friidrottare från Kamerun. Hon deltog vid olympiska sommarspelen 1992.